# Micheline Boudet
 (juin 2023).
Si vous disposez d'ouvrages ou d'articles de référence ou si vous connaissez des sites web de qualité traitant du thème abordé ici, merci de compléter l'article en donnant les références utiles à sa vérifiabilité et en les liant à la section « Notes et références ».
Pour les articles homonymes, voir Boudet.
Micheline Boudet, née le 28 avril 1926 à Metz (Moselle) et morte le 5 juillet 2022 à Serville (Eure-et-Loir), est une comédienne française, sociétaire honoraire de la Comédie-Française.

## Biographie

### Premiers pas
Elle raconte les difficultés à jouer des pièces sans mise en scène : « Pour ce premier soir comme pour les autres, je dus me reporter aux intentions de l'auteur, les indications de mon cher maître et metteur en scène s'étant à peu près bornées à ceci : « Tu entres par le fond, tu es en bleu, on te poudrera les cheveux, ce sera très joli, laisse-toi aller, tu es le personnage ». Et voilà : dix-huit ans, un rôle très difficile, tout Paris qui guette la « débutante », et pas un travail sérieux auquel se raccrocher ! ».
Elle débute par les rôles de jeunes premières, puis aborde l’emploi des soubrettes. Elle était connue pour son rire, dans Nicole du Bourgeois gentilhomme, ou dans Zerbinette, des Fourberies de Scapin. Il ressemblait à une cascade ou à une fontaine. 

### Les soubrettes
Elle succèda à Béatrice Bretty, dans Nicole. Louis Seigner, en Monsieur Jourdain la trouvait trop frêle et l'appelait la « petite Boudet » . Meyer avait dit d'elle : « Elle ne sera jamais une Bretty ! » Elle devint la « Boudet », légère et spontanée.

### Marivaux
Dans Marivaux, Elsa Triolet, qui l'a vue dans La Double Inconstance, a écrit : « ... l’admirable Silvia, Micheline Boudet, débordante de talent. »
Avec Robert Hirsch – venu de la danse, comme elle – elle forme un couple comique plein de fraîcheur, de grâce, de légèreté et de gaieté. Jacques Charon les a mis en scène dans ce Marivaux, et écrit : « Robert fut un Arlequin d’une bouleversante simplicité. Micheline, de son côté, fut une Silvia d’une naïveté frémissante. J’avais formé un nouveau couple idéal. À chaque représentation, Arlequin et Silvia semblaient inventer du Marivaux en le tirant de leur cœur. »
Elle joue du même auteur : Lisette du Jeu de l’amour et du hasard (avec Jacques Charon dans Pasquin), L'Épreuve, etc.
À l'âge de la maturité, elle aborde Le Prince travesti, sous la direction de Jacques Charon. De ce rôle, elle dit : « Cette Hortense aussitôt me bouleversa : touchante et pleine d'esprit, prête à l'amour et bientôt écartelée entre cet amour qu'elle a pour Lélio et son amitié pour la princesse, elle me parut la plus humaine de toutes. ». D'Araminte des Fausses confidences, qu’elle joua sous la direction de Jean Piat, elle dit qu'elle  fut « l'accomplissement de mes vœux de comédienne. ». Elle donna du charme et de la classe à ce personnage, l'apothéose de son compagnonnage marivaudien.

### Feydeau
Elle a interprété les femmes légères de Georges Feydeau ; qu'il s’agisse du Dindon, du Fil à la patte, de Feu la mère de madame ou encore de Mais n'te promène donc pas toute nue, elle cherchait le ton juste sans vulgarité.
Comme Robert Hirsch, elle donnait du sens à des mises en scène superficielles ; Jacques Charon parle de la « fine équipe » à propos de la bande qu’il forma avec Robert Hirsch, Micheline Boudet, Denise Gence, Jean Piat et Georges Descrières. Elle donnait profondeur, vitalité, intelligence à ses rôles dans Marivaux, Beaumarchais, Musset.
Après son départ de la Comédie-Française, elle se consacre au théâtre de boulevard et mène une carrière d'écrivain.

### Famille
Micheline Boudet épouse l'acteur Julien Bertheau en 1951, dont elle divorce en 1954. Leur fils, Alain Bertheau (1951-2018), est acteur et metteur en scène des pièces Heureux comme un pape, Un été de carton et Héros solitaire, écrites par Didier « Doc » Pilot.
Elle épouse Robert Petit en 1969, dont elle divorce en 1998. Leur fille, Marie Boudet Petit (née en 1969), est comédienne, metteur en scène et professeur d’art dramatique.

### Mort
Micheline Boudet meurt le 5 juillet 2022 à Serville, à l'âge de 96 ans,,.

## Formation
- Cours de danse de l'Opéra de Paris
- Conservatoire national d'art dramatique, classe de Georges Le Roy
  - Concours de juillet 1945 :
    - 1er prix de comédie classique dans le rôle de Lisette, Les Sincères (Marivaux)
    - 1er prix de comédie moderne dans le rôle d’Estelle, Les Deux Écoles (Alfred Capus).

## Théâtre

### Comédie-Française
- Entrée à la Comédie-Française le 1er septembre 1945
- 414e Sociétaire le 1er janvier 1950
- Départ le 31 décembre 1971
- Sociétaire honoraire le 1er janvier 1972

#### Rôles
- Mariane, L’Avare, Molière, mise en scène reprise par Jean Meyer, 16 septembre 1945
- Hyacinthe, Les Fourberies de Scapin, Molière, 20 septembre 1945
- Jeanne Raymond, Le Monde où l'on s'ennuie, Édouard Pailleron, 7 octobre 1945
- une Gitane, Cantique des cantiques, Jean Giraudoux, mise en scène Louis Jouvet, 18 novembre 1945
- Mariane, Tartuffe ou l'Imposteur, Molière, mise en scène Pierre Bertin, 22 novembre 1945 ; reprise mise en scène Fernand Ledoux, 1952
- Lucette, La Bonne Mère, Florian, 6 décembre 1945
- Madeleine, Le Chandelier, Alfred de Musset, mise en scène Gaston Baty, 11 décembre 1945
- Henriette, Le Voyage de monsieur Perrichon, Eugène Labiche et Édouard Martin, mise en scène Jean Meyer, 31 janvier 1946
- Lisette, Le Jeu de l'amour et du hasard, Marivaux,mise en scène Maurice Escande, 4 février 1946 (débuts officiels)
- Denise Dentin, Le Pèlerin, Charles Vildrac, 2 mars 1946
- Lucinde, Le Médecin malgré lui, Molière, mise en scène Jean Meyer, 14 avril 1946
- Loyse, Gringoire, Théodore de Banville, mise en scène Denis d'Inès, 26 avril 1946
- Philis, La Princesse d'Élide, Molière, mise en scène Jean-Louis Barrault, 30 mai 1946
- Chérubin, Le Mariage de Figaro, Beaumarchais, mise en scène Jean Meyer, 8 octobre 1946
- la Poupée, Noël, Charles Vildrac, 1945
- Rosette, On ne badine pas avec l'amour, Alfred de Musset, mise en scène Pierre Bertin, 1946 ; reprise mise en scène Julien Bertheau, 1947
- la Soubrette, Cyrano de Bergerac, Edmond Rostand, mise en scène Pierre Dux, 28 novembre 1946
- Silvia, Arlequin poli par l'amour, Marivaux, mise en scène Gaston Baty et Jacques Charon, 13 décembre 1946
- Annette, Feu la mère de Madame, Georges Feydeau, à Toulouse, 2 mai 1947
- Blanchette Copini, Les Jocrisses de l’amour, Théodore Barrière et Lambert Thiboust, mise en scène Jean Meyer, 10 juin 1947
- Lucienne, La Brebis, Edmond Sée, 2 juillet 1947
- Henriette, Les Femmes savantes, Molière, mise en scène Jean Debucourt, 30 octobre 1947 ; reprise mise en scène Jean Meyer, 3 février 1956
- Virginie, Un chapeau de paille d'Italie, Eugène Labiche et Marc Michel, mise en scène Gaston Baty, 9 décembre 1947
- Sylvette Dumas, La Brouille, Charles Vildrac, 21 janvier 1948
- Isabelle, Le Légataire universel, Regnard, mise en scène Pierre Dux, 1er mars 1948
- un personnage du ballet, Les Espagnols en Danemark, Prosper Mérimée, mise en scène Jean Meyer, 5 mai 1948
- Angélique, Le Malade imaginaire, Molière, mise en scène Jean Meyer, 19 octobre 1948
- Francine, Sapho, Alphonse Daudet et Auguste Bélot, mise en scène Gaston Baty, 12 novembre 1948
- Lucette, Monsieur de Pourceaugnac, Molière, mise en scène Jean Meyer, 24 novembre 1948 ; reprise 1961
- Marthe Bourdier, Le Roi, Gaston Arman de Caillavet, Robert de Flers et Emmanuel Arène, mise en scène Jacques Charon, 3 juillet 1949
- Lisette, Louison, Alfred de Musset, 11 décembre 1949
- Angélique, L'Épreuve, Marivaux, mise en scène Julien Bertheau, 22 février 1950
- Lisette, L'Épreuve, Marivaux, mise en scène Julien Bertheau, 1949-1964
- Madelon, Les Précieuses ridicules, Molière, mise en scène Robert Manuel, 23 mars 1949
- Suzette, Le Roi, Gaston Arman de Caillavet, Robert de Flers et Emmanuel Arène, mise en scène Jacques Charon, 1949
- Martine, Le Médecin malgré lui, Molière, mise en scène Jean Meyer, 14 février 1950 ; reprise 1961
- Vivette, L’Arlésienne, Alphonse Daudet, mise en scène Julien Bertheau, 23 décembre 1950
- Mademoiselle de Brie, L’Impromptu de Versailles, Molière, mise en scène Pierre Dux, 15 janvier 1950
- Julie, Les Temps difficiles, Édouard Bourdet, mise en scène Pierre Dux, Le Caire, 29 mars 1950
- Mlle de Brie, L’Impromptu de Versailles, Molière, mise en scène Pierre Dux, 1950
- Silvia, La Double Inconstance, Marivaux, mise en scène Jacques Charon, 19 septembre 1950
- Valentine, La Paix chez soi, Georges Courteline, mise en scène Robert Manuel, 21 septembre 1950
- Léone, Un voisin sait tout, Gérard Bauer, mise en scène Jean Debucourt, 29 novembre 1950
- Celia, Comme il vous plaira, Shakespeare/Jules Supervielle, mise en scène Jacques Charon, 6 décembre 1951
- Lucile, Le Bourgeois gentilhomme, Molière, mise en scène Jean Meyer, 31 janvier 1952
- Thérèse, Le Voyage à Biarritz, Jean Sarment, mise en scène Georges Chamarat, 14 mars 1952
- Lucienne Vatelin, Le Dindon, Georges Feydeau, mise en scène Jean Meyer, 20 avril 1952
- Zerbinette, Les Fourberies de Scapin, Molière, mise en scène Jean Meyer, 5 novembre 1952 ; reprise mise en scène Jacques Charon, 1956-1970
- Charlotte, Dom Juan ou le Festin de Pierre, Molière, mise en scène Jean Meyer, 1952
- Suzanne, Le Mariage de Figaro, Beaumarchais, mise en scène Jean Meyer, 16 mai 1953
- Rosette, Quitte pour la peur, Alfred de Vigny, 3 juin 1953
- Annette, Poil de carotte, Jules Renard, tournée en URSS, Moscou, 16 avril 1954
- Isabelle, Ergaste, L’École des Maris, Molière, mise en scène Jean Meyer, 20 octobre 1954
- Sœur Julie, Port-Royal, Henry de Montherlant, mise en scène Jean Meyer, 8 décembre 1954
- Rosine, Le Barbier de Séville, Beaumarchais, mise en scène Pierre Dux, 1er mars 1955
- Nicole, Le Bourgeois gentilhomme, Molière, mise en scène Jean Meyer, 15 juin 1956 (à Le Neubpour, dans l’Eure), 23 juin 1956 à Paris, 1968
- Élise, L’Avare, Molière, 6 septembre 1956
- Martine, Les Femmes savantes, Molière, mise en scène Jean Meyer, 15 janvier 1956
- Lisette, Les Serments indiscrets, Marivaux, mise en scène Jean Piat, 17 avril 1956
- La Nymphe, L’Impromptu, Marcel Achard, 9 mars 1957, au château de Groussay
- Cupidon, La Réunion des amours, Marivaux, mise en scène Jean Piat, 1957
- Lili, Le Sexe faible, Édouard Bourdet, mise en scène Jean Meyer, 1957
- Élise, La Critique de l’École des femmes, Molière, mise en scène Jean Meyer, 1957
- Agnès de Rosenval, Les Trente Millions de Gladiator, Eugène Labiche et Philippe Gille, mise en scène Jean Meyer, 1958
- Toinette, Le Malade imaginaire, Molière, mise en scène Robert Manuel, 1958
- Mlle Molière, L’Impromptu de Versailles, Molière, mise en scène Jean Meyer 1959, tournée au Canada et États-Unis, février-mars 1961
- Agathe, Électre, Jean Giraudoux, mise en scène Pierre Dux, 1959
- Hortense, Le Prince travesti, Marivaux, mise en scène Jacques Charon, 1960
- Yvonne, Feu la Mère de Madame, Georges Feydeau, mise en scène Fernand Ledoux, 1960
- Lucette, Un fil à la patte, Georges Feydeau, mise en scène Jacques Charon, 1961
- Nicole, La Troupe du Roy, d’après Molière, mise en scène Paul-Émile Deiber, 1962
- Cléanthis, L’Île des esclaves, Marivaux, mise en scène Jacques Charon, 1962
- La spectatrice, L’Impromptu du Palais-Royal, Jean Cocteau, mise en scène Jacques Charon, en tournée au Japon, mai 1962
- Mlle Hervé, La Troupe du Roy, Paul-Émile Deiber, d’après Molière, mise en scène Paul-Émile Deiber, en tournée en URSS, juin 1964
- la Comtesse, L’Âne et le ruisseau, Alfred de Musset, en tournée en Israël, avril 1965
- Marthe, Le Pain de ménage, Jules Renard, mise en scène Jean Mercure, 1966
- Mme Gamberone, Un voyageur, Maurice Druon, mise en scène Jean Piat, 1966
- Armandine, Le Dindon, Georges Feydeau, mise en scène Jean Meyer, 1967
- Antonia, La Navette, Henry Becque, mise en scène Jean Piat, 1968
- la Nuit, Amphitryon, Molière, mise en scène Jean Meyer, en tournée en Égypte, 22 au 30 mars 1965, puis à Paris, 1969
- Araminte, Les Fausses Confidences, Marivaux, mise en scène Jean Piat, 1969
- Denise, Si Camille me voyait !…, Roland Dubillard, mise en scène Jean Piat, 1970
- Clarisse Ventroux, Mais n’te promène donc pas toute nue !…, Georges Feydeau, mise en scène Jean-Laurent Cochet, 1971

#### Soirées littéraires
- Cécile, Il ne faut jurer de rien, Alfred de Musset, 26 janvier 1946
- Églé, La Dispute, Marivaux, 3 & 4, 18 janvier 1947
- Uranie, La Critique de l’École des Femmes (extraits), Molière, 20 octobre 1956
- Mlle de Brie, L’Impromptu de Versailles (extraits), Molière, 20 octobre 1956
- Cléone, Un Comédien envieux, La Croix, 20 octobre 1956
- La Fille, La Fontaine, 10 décembre 1956
- La laitière et le pot au lait	La Fontaine, 10 décembre 1956
- Le Curé et la mort, La Fontaine, 10 décembre 1956
- Le loup et l’agneau, La Fontaine, 10 décembre 1956
- Le paradoxe du comédien (extraits), Diderot, 18 février 1957

### Hors Comédie-Française
- 1948 : Jardin français dialogues d'Albert Husson, mise en scène Julien Bertheau, Théâtre des Célestins
- 1972 : Occupe-toi d'Amélie de Georges Feydeau, mise en scène Jacques-Henri Duval, Théâtre des Célestins
- 1972 : Le Saut du lit de Ray Cooney et John Chapman, mise en scène Jean Le Poulain, Théâtre Montparnasse
- 1974 : La Chambre mandarine de Robert Thomas, mise en scène François Guérin, Théâtre des Nouveautés
- 1975 : Le Saut du lit de Ray Cooney et John Chapman, mise en scène Jean Le Poulain, Théâtre du Gymnase
- 1976 : Acapulco Madame d’Yves Jamiaque, mise en scène Yves Gasc, Théâtre de la Michodière
- 1977 : Acapulco Madame d’Yves Jamiaque, mise en scène Yves Gasc, Théâtre des Célestins
- 1980 : L'Azalée d'Yves Jamiaque, mise en scène Michel Roux, Théâtre Marigny-salle Popesco
- 1981 : Le Charimari de Pierrette Bruno, mise en scène René Clermont, avec Pierre Tornade, Bertrand Lacy (Penot), Patrick Bruel, Théâtre Saint-Georges
- 1985 : N’écoutez pas, Mesdames ! de Sacha Guitry, mise en scène Pierre Mondy, avec Pierre Dux, Jacques François, Micheline Dax, Théâtre des Variétés
- 1989 : La Ritournelle de et mise en scène Victor Lanoux, avec Sim, Théâtre Antoine, Théâtre des Célestins
- 1991 : Magic Palace de Pierre Barillet et Jean-Pierre Grédy, mise en scène Gérard Caillaud, Théâtre des Mathurins
- 1993 : Pygmalion de George Bernard Shaw, mise en scène Bernard Murat, Théâtre Hébertot
- 1998 : Comme un écho de Donald Margulies, mise en scène Michel Fagadau, avec Liana Fulga, Studio des Champs-Élysées

### Au théâtre ce soir
- 1968 : Au théâtre ce soir, Feu la mère de madame de Georges Feydeau, mise en scène Jacques Charon, réalisation Pierre Sabbagh, Théâtre Marigny (Spectacle de la Comédie-Française) - Yvonne
- 1968 : Azaïs de Georges Berr et Louis Verneuil, mise en scène Jean Le Poulain, réalisation Pierre Sabbagh, Théâtre Marigny - la baronne
- 1970 : Un fil à la patte de Georges Feydeau, mise en scène Jacques Charon, réalisation Pierre Sabbagh, Théâtre Marigny (spectacle de la Comédie-Française) - Lucette
- 1974 : La Parisienne d’Henry Becque, mise en scène René Clermont, réalisation Georges Folgoas, Théâtre Marigny - Clotilde du Mesnil
- 1978 : Acapulco Madame d'Yves Jamiaque, mise en scène Yves Gasc, réalisation Pierre Sabbagh, Théâtre Marigny - Nat

## Filmographie

### Cinéma
- 1938 : La Mort du cygne de Jean Benoît-Lévy
- 1946 : L'Homme au chapeau rond de Pierre Billon : Agathe
- 1949 : Bonheur en location de Jean Wall
- 1950 : Ballerina de Ludwig Berger
- 1956 : Le Circuit de minuit de Ivan Govar
- 1958 : Le Bourgeois gentilhomme de Jean Meyer
- 1959 : Le Mariage de Figaro de Jean Meyer
- 1973 : Il n'y a pas de fumée sans feu d’André Cayatte
- 1974 : Juliette et Juliette de Rémo Forlani
- 1984 : Stress de Jean-Louis Bertuccelli
- 1999 : Rien sur Robert de Pascal Bonitzer
- 1999 : Le Créateur d'Albert Dupontel

### Télévision
- 1956 : Le Procès de Mary Dugan de Jean-Pierre Rey
- 1957 : Les Serments indiscrets de Marivaux, mise en scène Jean Piat, réalisation Claude Dagues - Lisette
- 1959 : Le Malade imaginaire de Molière, mise en scène Robert Manuel, réalisation Claude Dagues - Toinette
- 1959 : Les Maris de Léontine d’Alfred Capus, réalisation André Leroux - Léontine
- 1960 : Port-Royal d'Henry de Montherlant, réalisation Jean Vernier
- 1960 : Le Barbier de Séville de Beaumarchais, réalisation François Gir - Rosine
- 1961 : Les Femmes de bonne humeur de Carlo Goldoni, réalisation Alain Boudet - Constanza
- 1962 : On va faire la cocotte de Georges Feydeau, réalisation Jean-Pierre Marchand - Émilienne
- 1970 : Monsieur de Pourceaugnac de Molière, mise en scène Jacques Charon, réalisation Georges Lacombe - Lucette
- 1971 : Les Fausses Confidences de Marivaux, mise en scène Jean Piat, réalisation Jean-Marie Coldefy - Araminte
- 1971 : Mais n'te promène donc pas toute nue de Georges Feydeau, mise en scène Jean-Laurent Cochet, réalisation Jacques Audoir - Clarisse Vendroux
- 1972 : Le Prince travesti de Marivaux, mise en scène Jacques Charon, réalisation François Chatel - Hortense
- 1973 : Le Plaisir de rompre de Jules Renard, réalisation Jean-Marie Coldefy - Blanche
- 1974 : Tovaritch de Jacques Deval, réalisation François Villiers - Tatiana Ouratief
- 1975 : Washington Square d’Alain Boudet - tante Lavinia
- 1976 : Adieu Prudence de Leslie Stevens, mise en scène François Guérin, réalisation Jean Cohen - Constance
- 1976 : Le Siècle des lumières de Claude Brulé - Marie-Paule
- 1977 : C’est arrivé à Paris de Claude Brulé, réalisation François Villiers - la directrice des théâtres parisiens
- 1980 : Le Curé de Tours de Gabriel Axel d'après le roman d'Honoré de Balzac - Baronne de Listomère
- 1982 : Emmenez-moi au théâtre : Lorsque l’enfant paraît d’André Roussin, mise en scène Jean-Michel Rouzière, réalisation Guy Séligmann - Madeleine Lonant
- 1984 : Le Bonheur à Romorantin d’Alain Dhénaut - Elvire
- 1986 : N'écoutez pas Mesdames de Sacha Guitry, mise en scène Pierre Mondy, réalisation Pierre Badel - Madeleine Bachelet
- 1988 : Les Cinq Dernières Minutes, épisode Fais-moi cygne de Louis Grospierre - Mme Cythère
- 1988 : La Sonate pathétique de Jean-Paul Carrère - Gloriane
- 1994 : La Rêverie ou le Mariage de Sylvia de Jean-Luc Trotignon - Mathilde
- 1995 : Lettre ouverte à Lili de Jean-Luc Trotignon - Adélaïde
- 1995 : Famille sacrée d'Alain Wermus - Mia
- 1997 : La Rumeur d’Étienne Périer - Mme Noblet
- 2003 : Maigret, épisode Maigret et la Princesse de Laurent Heynemann - Isabelle de Wissemberg
- 2005 : Si j'avais des millions, épisode Martin et Lola de Gérard Marx - Mathilde
- 2006 : Louis la Brocante, épisode Louis et le cordon bleu de Patrick Marty - Éléonore Delval

## Publications
1. Viens voir les comédiens, éd. Albin Michel, 1997
2. La Fleur du mal, éd. Albin Michel, 1993
3. Julie Talma, l’ombre heureuse, éd. Laffont, 1989
4. Le Roman d’un souffleur, éd. Plon, 1988
5. Mademoiselle Mars, l’inimitable, éd. Perrin, 1987
6. Ami, amant, éd. Plon, 1984
7. Marguerite 1925, éd. Albin Michel, 1982
8. Un jeune homme roux, éd. Albin Michel, 1980
9. La Baladeuse, éd. Albin Michel, 1979
10. Passion Théâtre : Avec Marie Bell, Louis Jouvet, Madeleine Renaud, Gérard Philipe... un demi-siècle de théâtre français, Robert Laffont, 2009